# Objectif Terre : L'invasion est commencée
Objectif Terre : L'invasion est commencée (Target Earth) est un téléfilm américain réalisé par Peter Markle, diffusé en 1998.

## Synopsis
Springfield, Illinois. Cette nuit-là, Mme Darlington n’est pas la seule à voir un vaisseau spatial s’immobiliser au-dessus de sa maison avant de disparaître. Les employés qu’elle a appelés en raison d’une panne d’électricité l’ont vu, eux aussi. Tout comme, Mme Darlington en est sûre, les policiers qu’elle a aperçus, courant après un fugitif dans les bois attenants. Le lendemain matin, l’inspecteur Sam Adams est appelé pour une intervention d’urgence. Un homme est soudain devenu comme fou et menace sa femme avec un fusil.

## Fiche technique
- Titre original : Target Earth
- Titre français : Objectif Terre : L'invasion est commencée
- Réalisation : Peter Markle
- Scénario : Michael Vickerman
- Photographie : Levie Isaacks
- Musique : Peter Bernstein
- Pays d'origine :  États-Unis
- Langue originale : anglais
- Durée : 90 minutes
- genre : Science-fiction

## Distribution
- Marcia Cross (VF : Blanche Ravalec) : Karen Mackaphe
- Christopher Meloni (VF : Patrick Borg) : Samuel « Sam » Adams
- John C. McGinley (VF : Hervé Jolly) : l'agent Vincent Naples
- Chad Lowe (VF : Guillaume Lebon) : le commandant Fauk
- Traci Dinwiddie (VF : Martine Meiraghe) : l'adjointe Madeline Chandler
- Terry Loughlin : le shérif Maxwell Pierce
- Courtney Crumpler (VF : Chantal Macé) : Tammy Mackaphe
- Melinda Culea : Allison
- Dabney Coleman : le sénateur Ben Arnold
- Stephani Victor : Carrie

Source et légende : version française (VF) sur Doublagissimo